# Icius congener
Icius congener (Simon, 1871) è un specie di ragno appartenente alla famiglia Salticidae.
È, con I. hamatus (C. L. Koch, 1846), la specie tipo del genere Icius, e I. subinermis (Simon, 1937), una delle tre specie presenti sul territorio italiano.

## Descrizione
La specie ripropone l'aspetto tipico dei Salticidae; di piccole dimensioni, dotati di otto ocelli disposti su tre file, quattro anteriori con i mediani molto grandi e i restanti, più piccoli, su ciascun lato, posti in modo da consentire un'eccellente visione binoculare.
Gli esemplari adulti rinvenuti hanno mostrato una notevole differenza nelle dimensioni tra i due sessi, con una lunghezza del corpo nel maschio di 3,5 mm contro quella nelle femmine che va dai 5,2 ai 6,5 mm. Nei primi i pedipalpi hanno un aspetto caratteristico, nell'apice e nella forma dell'apofisi tibiale. Le femmine richiamano un aspetto molto simile alle femmine di I. hamatus, con prosoma dorsalmente grigio chiaro e opistosoma dorsalmente con strisce chiare e scure.

## Distribuzione e habitat
Esemplari di questa specie sono stati osservati nell'Europa mediterranea, Portogallo Spagna, Francia meridionale e Italia, e in Nordafrica, in Algeria e Libia.